# Polycyrtus martini
Polycyrtus martini är en stekelart som beskrevs av Zuniga 2004. Polycyrtus martini ingår i släktet Polycyrtus och familjen brokparasitsteklar. Inga underarter finns listade i Catalogue of Life.